# جون ويكهام
جون ويكهام (بالإنجليزية: John Wickham)‏ هو محامي أمريكي، ولد في 6 يونيو 1763 في كوتشوغوي في الولايات المتحدة، وتوفي في 22 يناير 1839.